# Theo Bunjes
Pieter Theodorus (Theo) Bunjes (Sirjansland, 29 april 1937 – Harderwijk, 14 januari 2023) was een Nederlands politicus van de CHU en later het CDA.

## Loopbaan
Eind jaren 50 begon hij zijn loopbaan op de gemeentesecretarie van Reeuwijk, daarna werkte hij op de gemeentesecretarie van Waddinxveen en vervolgens werd hij bij de gemeentesecretarie van Sassenheim hoofd algemene zaken en waarnemend gemeentesecretaris. Op 16 februari 1975 volgde zijn benoeming tot burgemeester van de toenmalige Utrechtse gemeente Langbroek en anderhalf jaar later, op 16 augustus 1976, werd hij tevens burgemeester van de aangrenzende gemeente Cothen. 
Met ingang van 12 mei 1986 werd Bunjes tevens waarnemend burgemeester van de gemeente Vinkeveen en Waverveen ter tijdelijke vervanging van de zieke burgemeester Elsen. Nadat deze in september van dat jaar overleed, werd besloten dat Bunjes die functie voor onbepaalde tijd erbij zou doen omdat er een gemeentelijke herindeling aan zat te komen. Op 1 januari 1989 ging de gemeente Vinkeveen en Waverveen op in de nieuwe gemeente De Ronde Venen waarmee een einde kwam aan die extra functie. Op 16 november van dat jaar werd Bunjes burgemeester van Ermelo wat hij zou blijven tot zijn vervroegde pensionering op 1 september 2000. 
Bunjes overleed op 85-jarige leeftijd.